# 挑战者2坦克
挑戰者2坦克（FV4034 Challenger 2）為英國維克斯公司開發的第三代主力戰車，目前在英國陸軍、阿曼陸軍及乌克兰空降突击军服役，挑戰者二式是以挑戰者一式主力戰車重新設計，雖然外觀類似，但兩款戰車的零件僅有3%的共通性。
英國在2021年決定為挑戰者二式進行延壽計畫（Life Extension Programme，LEP），計畫讓目前服役的148輛挑戰者二式進行升級，使英軍的挑戰者戰車部隊至少服役到2035年，完成延壽升級的版本稱為挑戰者3戰車。

## 概要
挑戰者2坦克為英國公司阿爾維斯·維克斯（Alvis Vickers）所生產的一款主戰坦克，是以挑戰者為名的第三種車型。第一款以挑戰者為名的戰車是第二次世界大戰時製造的Mk.VIII挑戰者巡航坦克（以克倫威爾坦克底盤搭配17磅戰車炮的巡航戰車），而第二款則是在1980年代服役，並在波斯灣戰爭中表現良好的的挑戰者1式戰車。而新的挑戰者2則取代了英國陸軍及阿曼皇家陸軍中舊有的挑戰者1。
英國在1991年訂購了127輛挑戰者2坦克，並在1994年再訂購另外259輛。阿曼則在1993年訂購了18輛挑戰者2坦克，及後在1997年購買20輛同類型坦克，預計挑戰者2坦克會服役至2035年。

## 歷史
1986年，維克斯公司開始摸索挑戰者一式的後繼型號，並向英國國防部提出該公司的方案。英國陸軍在當時也評估引進M1艾布蘭主力戰車，但柴契爾內閣在1988年12月選擇了挑戰者二式戰車作為下一代主力戰車。國防大臣喬治·楊格爵士在下議院受詢時表示維克斯將在1989年1月以9,000萬英鎊的價格承攬製造1輛原型車，該輛原型車在1989年9月、1990年3月、1990年9月將會有三個階段之測評，維克斯將滿足11項關鍵性項目後始完成驗收。
1991年6月，挑戰者二式在完成與德國豹2型坦克、M1主力戰車競爭評比後，英國國防部以5.2億英鎊的價格與維克斯簽下127輛挑戰者二式與13輛駕駛教練車的合約。訂單在1994年以8億英鎊的價格加購259輛挑戰者二式與9組模擬教練機。
挑戰者二式戰車在1993年在埃爾斯維克市、里茲市兩地量產，第一輛戰車在1994年3月完工，1994年7月解繳給英軍測試，但是在同年的測評中測試失敗。從1995年開始，挑戰者二式原型車執行妥善率改善工程，3輛原型車進行為期285天的實地測試，每天的測試科目包括：

1. 27公里（17英里）鋪裝路駕駛
2. 33公里（21英里）野地駕駛
3. 34發主炮射擊
4. 1,000發7.62公厘同軸機槍射擊
5. 火控系統16小時運轉
6. 引擎10小時怠速運轉
7. 引擎3.5小時運轉

經過這一系列的考核後與修正設計後，12輛挑戰者二式在1998年9月至12月在伯維頓營區戰車測試場與盧沃斯（Lulworth）靶場服役可靠度展示驗收（In-Service Reliability Demonstration，ISRD），測試結果優於標準，在1999年1月通過服役可靠度驗收里程碑。而英國陸軍則在1998年6月開始接收挑戰者二式，由皇家蘇格蘭龍騎兵衛隊為首隊接收的部隊，最後一輛在2002年解繳部隊。
在2020英國陸軍軍事改革計畫中，英國陸軍的現役裝甲部隊將被撤裁剩三個團：女王皇家輕騎兵團、國王皇家輕騎兵團、英國皇家戰車團。後備役的裝甲武力則有皇家威塞克斯義勇騎兵團。

## 設計

### 武裝

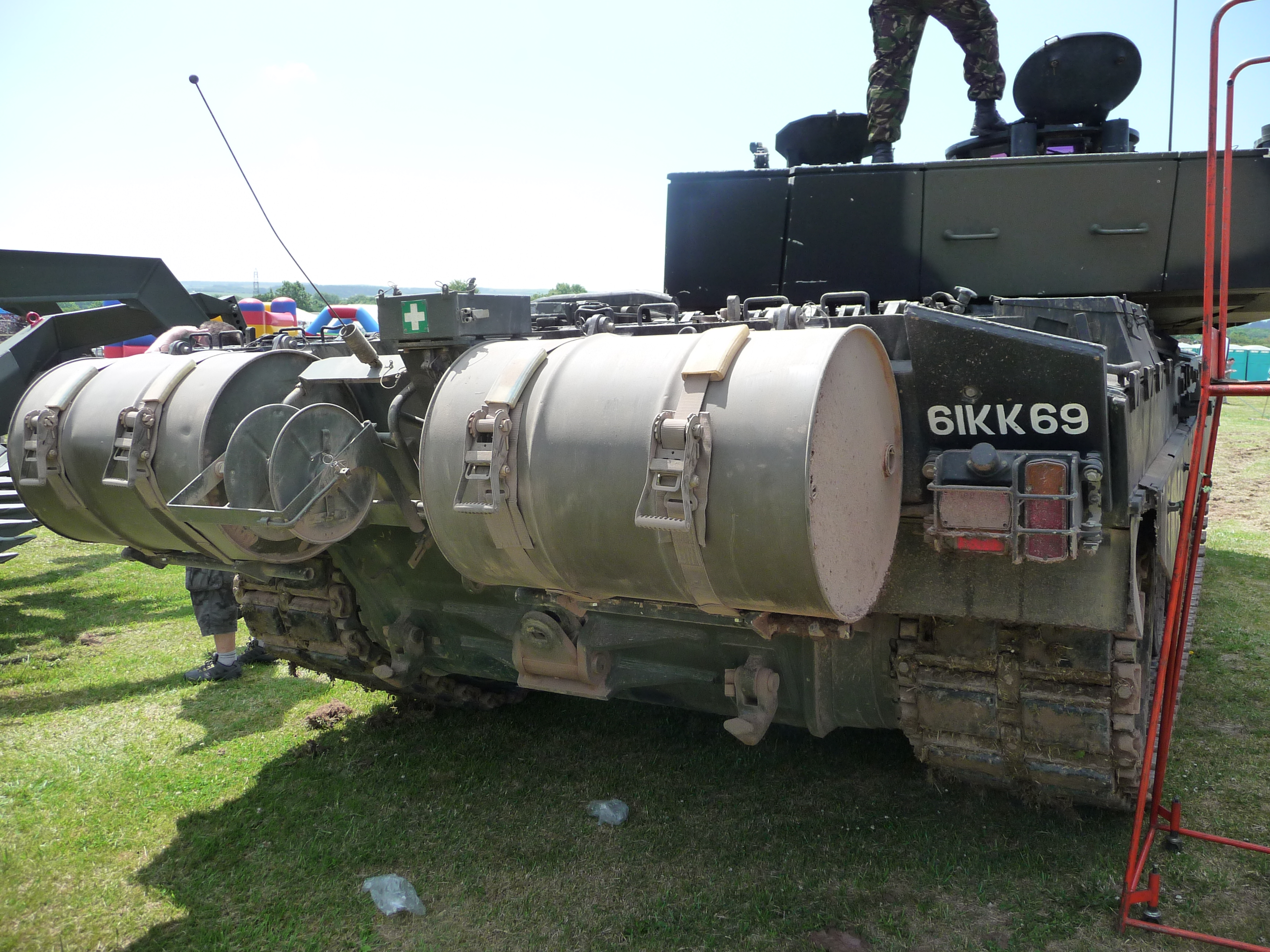
後部外掛油箱

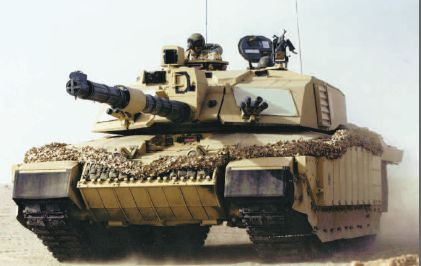
皇家龍騎兵裝備的挑战者2

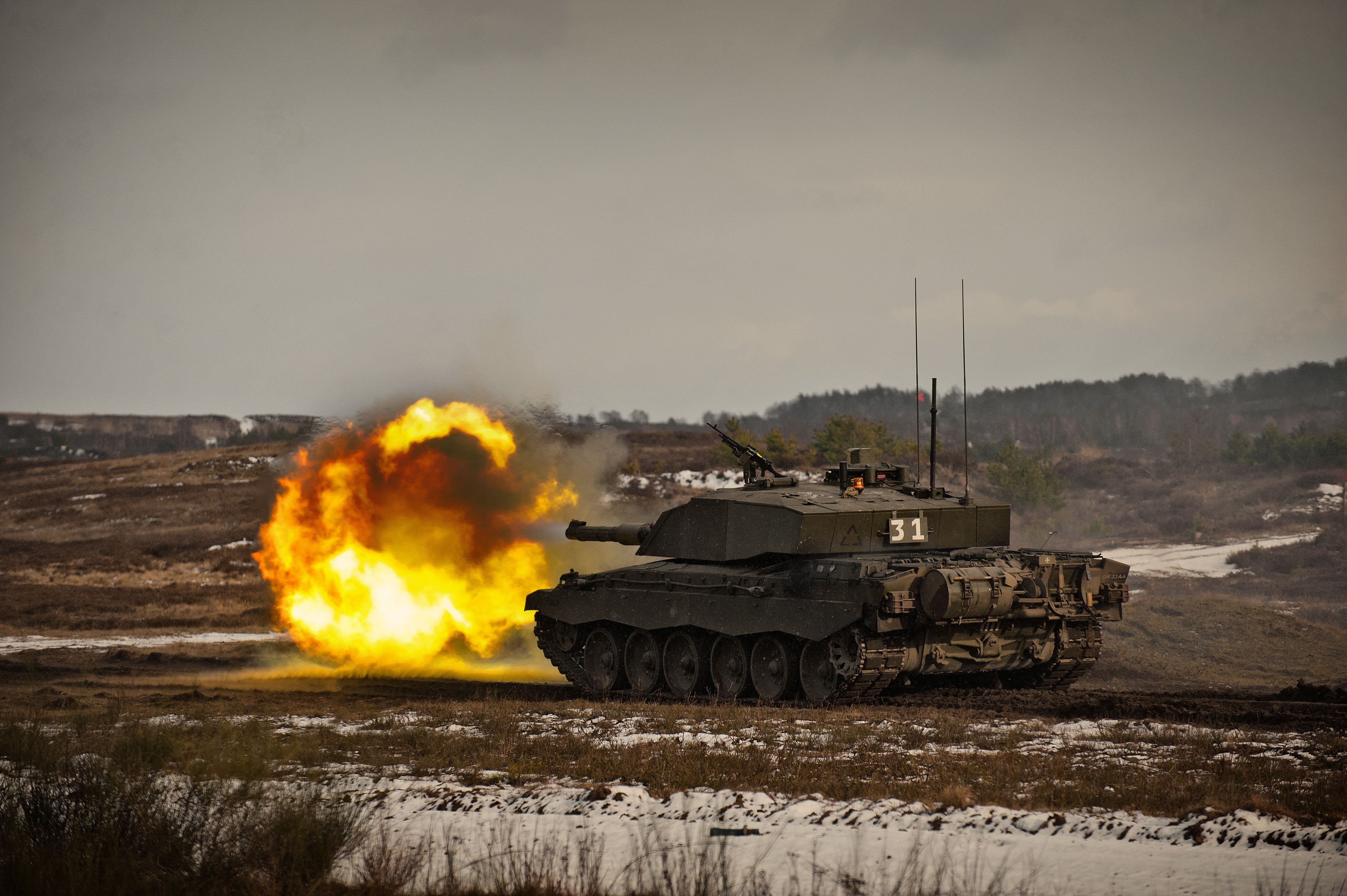
演習射擊的挑战者2

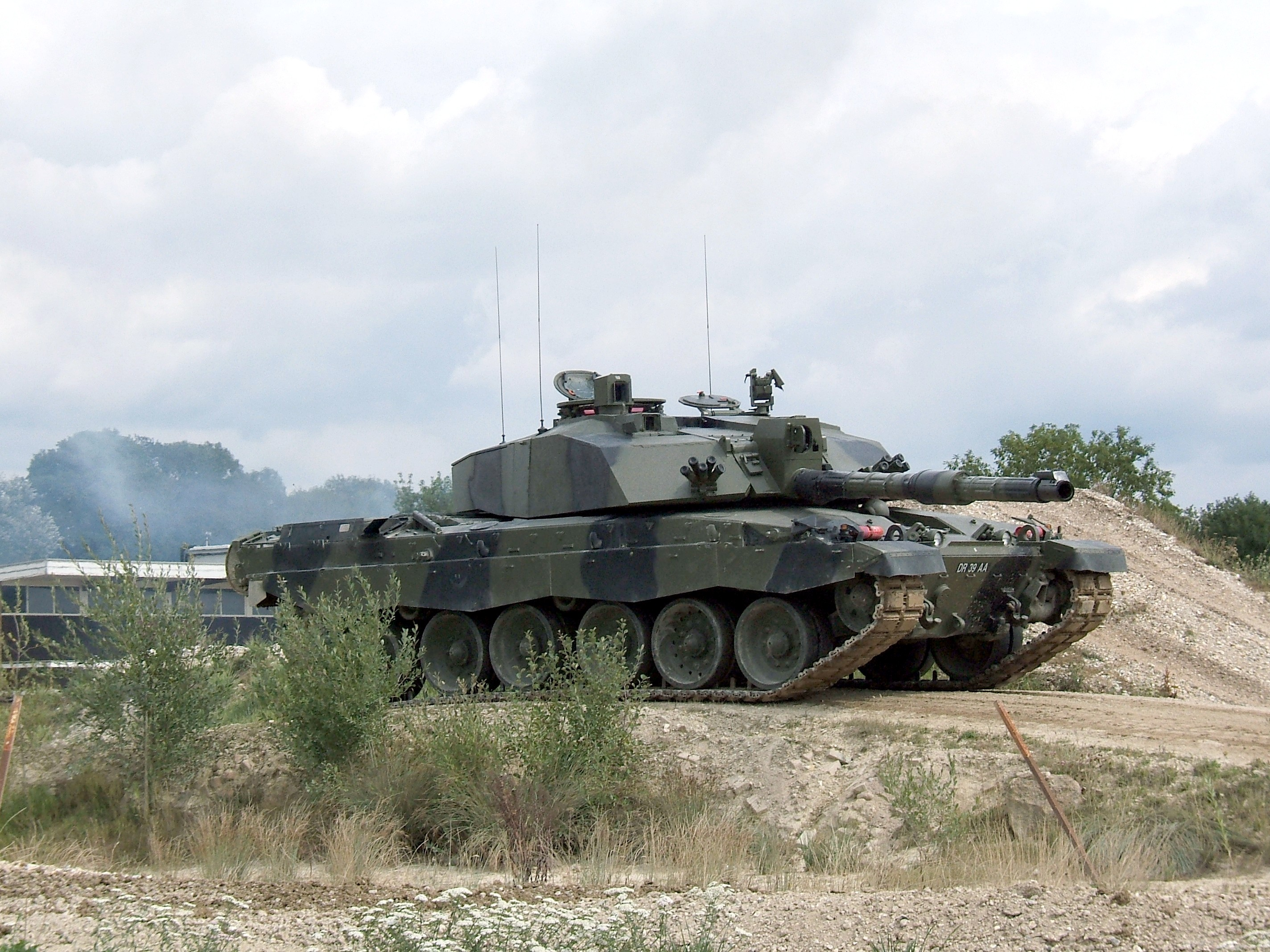
叢林迷彩

挑戰者2坦克配備了120毫米L30A1線膛炮，這種炮曾裝配於酋長式戰車及挑戰者1坦克，可使用一般滑膛炮無法使用的黏著榴彈（HESH），並在遠距離上有更好的射擊精度；但隨著L30A1的操作壽命將屆與彈藥停產後的消耗，英國的挑戰者2車隊已在考慮於下次升級時換裝與北約其他國家彈藥相容的滑膛砲。
次要武裝為砲塔上裝備的7.62毫米L94A1（EX-34）同軸機槍及7.62毫米L37A2車頂機槍。射控系統為一具法製SFIM VS-580-10車長全週界獨立式瞄準儀，TOGS-2熱影像儀，與釹-釔石榴石(Nd-YAG)雷射測距儀，數位化射控電腦，戰場資訊控制系統，並用美規1553B資料匯流排將各系統連接整合。
挑戰者2戰車的一個特色是具有「搜索－獵殺」能力
從二戰以後戰車成員的操作分工方式大抵被確立下來，車長負責專心搜索與選定目標，然後把需要射擊的目標位置交給射手進行精確的瞄準射擊，車長只擁有視角較廣專職觀察的搜索觀測儀，射手則僅擁有視角狹窄射擊專用的望遠瞄準具與測距儀，這種運作方式稱為「搜索－獵殺」。而挑戰者2戰車車長擁有的觀測儀可以在搜索與瞄準功能中切換，也擁有自己獨立的測距儀，車長可以在射手進行第一個目標的射擊作業時，同時使用自己的搜索射擊兩用瞄準具搜索第二個目標並獨立完成瞄準測距與射控解算，當射手射擊完第一個目標後只要按一個鈕炮塔就會自動轉動瞄準第二個目標，並利用車長已經先一步瞄準好與解算完成的目標資料直接進行射擊，這樣能大大的增加接戰效率，這種運作方式稱為「搜索－獵殺」。
挑戰者2是世界上第一款有此能力的戰車，原廠宣稱標準接戰程序可以在8秒內完成第一發射擊，接下來在40秒內射擊完8個目標，若車長於搜索時發現更高優先的目標時，也可以中斷射手的控制權控制炮塔來優先射擊自己標定的目標。

### 防護
挑戰者2坦克延續挑戰者1坦克優先重視防護力的思維，大量使用英國開發的二代查布漢複合式裝甲（Chobham Armour），並增加鎢合金板夾層增強對動能穿甲彈的防護力，內側則增設凱夫勒內襯防止破片殺傷乘員，裝甲配置則為冷戰時期針對歐洲平原長距離射擊戰概念的配置，主要防護集中在砲塔與車身首上正面60度的範圍內，另配有雷射警告系統與炮塔兩側各5發的煙幕彈發射器。
在伊拉克挑戰者2坦克有在近距離遭遇戰中共遭到8枚RPG，2枚米蘭反戰車飛彈，以及無數小口徑火砲轟擊後安然撤出戰區並修復使用的紀錄。另一個紀錄則是在另一場遭遇戰中一輛挑戰者2坦克被擊中約70發RPG仍能安全脫離戰場並修復使用。
挑戰者2坦克服役至今只發生過四次戰鬥中人員傷亡事件，第一件是被友軍挑戰者2坦克誤擊造成二人死亡，第二件是被美軍A-10誤擊兩輛挑戰者2造成一死三傷，第三件是被簡易爆炸裝置（IED）炸傷造成駕駛兵雙腿截肢，最後一件是被RPG-29貫穿造成駕駛兵腳趾截肢，後兩事件車輛都於修復後繼續使用。
2003年第二次伊拉克戰爭時一輛挑戰者2由於錯誤識別誤擊另一輛挑戰者2造成傷亡，但傷亡並非是120mm砲彈成功貫穿裝甲造成，事發時被攻擊的挑戰者2並非戰備狀態，車長與射手正開啟艙蓋在觀察環境，發起攻擊的挑戰者2使用120mm HESH砲彈射擊該輛挑戰者2並命中開啟的艙蓋，砲彈爆炸當場殺傷車長與射手，而爆炸的火焰順著開啟的艙蓋往下進入炮塔內部並引燃了尚未關閉彈藥倉防爆門內的彈藥，最終火災延燒至全車無可挽救的程度，裝填手與駕駛則成功逃生。
2007年英國官員證實一輛挑戰者2坦克被一發RPG-29火箭彈擊穿正面並傷害到乘員，此案例被火箭彈製造商與使用國作為該武器已足以威脅歐美坦克以及歐美坦克防護力不堪一擊的宣傳範例，但RPG-29其實是擊中挑戰者2坦克正面下顎較為垂直且剛好無複合裝甲的弱點部份，而乘員中傷勢最為嚴重的也僅為駕駛兵有三隻腳趾必需截肢，其他乘員只有瘀青不等的傷害，雖然駕駛家屬痛批英國軍方教育軍人盲目相信他們所駕駛的戰車防護力無敵是天大的謊言，但總體來說此次受損屬於低機率的偶發案例。

### 驅動系統
挑戰者2採用了柏金斯CV-12TCA柴油發動機，戴維布朗的TN54變速器。此外，它所使用的履帶為威廉庫克可調節防護液壓雙銷履帶。

### 車內設備
延續英國二戰末期的習慣，挑戰者2戰車內配有一台FV706656 Cooking Vessel電熱鍋，該設備的主要功用是提供熱水供戰車組員泡茶，除此之外也可以用來加熱食物。而根據慣例依然是由裝填手來負責煮水泡茶的工作。

## 實戰操作
挑戰者2曾經在2003年的美伊戰爭中執行維持和平的任務。英國陸軍第一裝甲師旗下的第七裝甲旅就在行動中使用了120輛挑戰者2坦克。在巴士拉的攻防戰中，挑戰者2為英國軍隊提供了強力的火力支援。
而在俄烏戰爭中，乌克兰空降突击军在2023年初獲英國捐贈挑戰者2坦克，隨後應用於反攻當中。然而，其中一輛於2023年9月4日被俄羅斯炮兵擊毀，為同款坦克首次於實戰中折損。

## 升級及衍生型

### 挑戰者2E
在1998年推出的改良版，是出口型的坦克，它的“E”即是出口（Export）之意，擁有新的武器控制和戰場管理系統，包含了萨基姆（SAGEM）生產的新型MVS-580穩定式車長全週界獨立瞄準儀，同時有雷射測距與紅外線熱影像儀功能，火砲也更換成SAVAN-15瞄準儀，具備全天候的獵殲能力（挑戰者2僅白天），動力則換裝德國MTU的MB-883柴油渦輪引擎和Renk的HSWL-295TM自動變速箱，雖然體積較小，但力量更為強大（馬力從1200提升至1500匹），且讓燃料有更多的貯存空間，續航力由450公里增至550公里。
英國宇航公司在2005年，已停止挑戰者2E的發展和出口銷售。

### 挑戰者2LEP
為了應付未來20年的挑戰，英國陸軍在2016年為挑戰者2型戰車展開LEP計畫((Life Extension Programme延壽计划)，主要將原有砲塔更換成萊茵金屬的新型砲塔，包含將L30A1膛線砲換為L55A1滑膛砲、全新的車長及砲手全時瞄具及電腦化射控系統與全電控火炮控制裝置。

### 挑戰者2TES
Theatre Entry Standard意指戰區服役標準型，在挑戰者2的底盤與車頂裝上IED反制裝置跟爆炸反應裝甲的改進型。

### 挑戰者裝甲維修車（CHARRV）
以挑戰者2的底盤改成的裝甲回收車，可載五名成員。

### 泰坦裝甲架橋車
同樣以挑戰者2的底盤改成的裝甲架橋車，2006年起服役，共有33架，可架設一條26米長或一對12米長的活動橋，亦可加裝推土鏟。

### 特洛伊人戰鬥工程車
多用途戰鬥工程車改裝版本，類似英軍皇家工兵裝甲車（AVRE）。

### 挑戰者3
德國萊茵金屬與BAE Systems Land的合資企業對現有的挑戰者2坦克 進行改造以及生產。

## 机密规格泄露
2021年7月，该坦克的装备用户手册（含技术规格）的节录被人发布在《战争雷霆》的官方论坛；发帖人据称是一名该型坦克的车长，声称此举是希望开发商Gaijin Entertainment修改其游戏中的该型坦克性能，以与文档中详述的规格一致。尽管其所上传的手册版本被编辑为似已经由英国《2000年資料自由法令》解密，但Gaijin Entertainment声明表示，英國國防部确认该訊息仍是機密資訊，传播该坦克的规格将违反《1911年官方機密法令》。因可能面临法律惩处，Gaijin将不会处理该資訊，也不会将其中資訊纳入其游戏。

## 用戶
- 英国 - 英國陸軍 408輛（截至 2019 年有 148 輛使用中、59 輛用於訓練，其餘封存中）[6]
- 阿曼 - 阿曼皇家陸軍（英语：Royal Army of Oman）在1993年購買18輛挑戰者-2，在1997年又增購20輛
- 乌克兰 - 乌克兰空降突击军[7] 2023年1月英國宣布援助14輛[8][9][10]。同年3月，英国同意向乌克兰提供的坦克数量增加一倍[11]。

## 流行文化

### 电子游戏
- 《装甲战争》中在军火商Marat Shishkin的战车线上登场。当前通过正常游玩游戏可获得9级主战坦克挑战者2[12]、10级主战坦克挑战者2 ATDU[13]。通过充值或参与游戏中的活动，可以获得高级战车10级主战坦克挑战者II街头霸王[14]。
- 蘋果IOS遊戲Iron Force(鋼鐵力量)中為級別5坦克，代號「孔雀」
- 裝甲戰役中為9階主力戰車之一
- 2012年—《战争前线》（Warface）：命名为“坦克”，同时作为前线军团与黑木帝国的主战坦克所出现：
  - 前线军团版本部署于巴尔干战区以及中东战区，中东战区中出现于“护送坦克车”关卡，需要前线军团护送前往一处黑木帝国前线基地进行袭击；巴尔干战区出现于“前线防空”关卡，在最终目的地处有两台该坦克在坚守阵地。
  - 黑木帝国版本部署于亚洲战区，出现于“南海保镖”关卡，作为BOSS出场，玩家需要及时的拾取地面上散落的火箭炮击毁坦克，否则坦克将会摧毁玩家所护送的凯迪拉克轿车。
- 于《战争雷霆》1.87版本中作为英国陆军7阶载具初次登场，其多爾切斯特F装甲改型也作为游戏中第二辆挑战者2载具于“星战士”版本实装。挑战者2 TES型号则于“展翅雄狮”版本中登场。 “变迁之风”版本更是引入了带有主动防御系统的挑战者2黑夜實驗車。

## 外部連結
| 论 编 | 二戰後歐洲裝甲戰鬥車輛 |